# La Superba
La Superba (Y Canum Venaticorum) – gwiazda zmienna w gwiazdozbiorze Psów Gończych, dobrze znana dzięki swojej jaskrawoczerwonej barwie.

## Właściwości fizyczne
La Superba jest gwiazdą zmienną półregularną, jaśniejącą do +4,8 mag i blednącą do jasności +6,3 w ciągu 160-dniowego cyklu. Znana jest przede wszystkim jako jedna z najbardziej czerwonych gwiazd na nocnym niebie oraz jedna z najjaśniejszych znanych gwiazd węglowych. Jest najjaśniejszą przedstawicielką gwiazd typu J na niebie, bardzo rzadkiej grupy gwiazd węglowych, które zawierają duże ilości izotopu węgla 13C.
Szacunkowa temperatura La Superby to 2800 K, czyniąc ją jedną z najchłodniejszych znanych gwiazd. Y CVn niemal nigdy nie jest widoczna gołym okiem, jako że większość jej promieniowania emitowana jest poza spektrum światła widzialnego, jednakże jest bardzo jasna w podczerwieni, w której emituje 4400 razy więcej energii od Słońca. Promień Y CVn wynosi w przybliżeniu 2 j.a., więc jeśli by umieścić tę gwiazdę w miejscu Słońca, gwiazda sięgałaby poza orbitę Marsa
(Mars krąży ok. 1,523 j.a. od Słońca).

## Przyszłość gwiazdy
La Superba prawdopodobnie znajduje się w ostatnim stadium syntezy helu w węgiel i tracenia masy w procesie podobnym do wiatru słonecznego, tylko że milion razy silniejszego. Jest także otoczona przez szeroki na 2,5 roku świetlnego bąbel z poprzednio wyrzuconego materiału, co sugeruje, że w pewnym okresie traciła ona masę 50 razy szybciej niż obecnie. La Superba przez to wydaje się być bliska wyrzucenia całej swojej zewnętrznej powłoki, która stworzy mgławicę planetarną, natomiast na miejscu gwiazdy pojawi się biały karzeł powstały z pozostałości jądra gwiazdy.